# Lisa und Lena

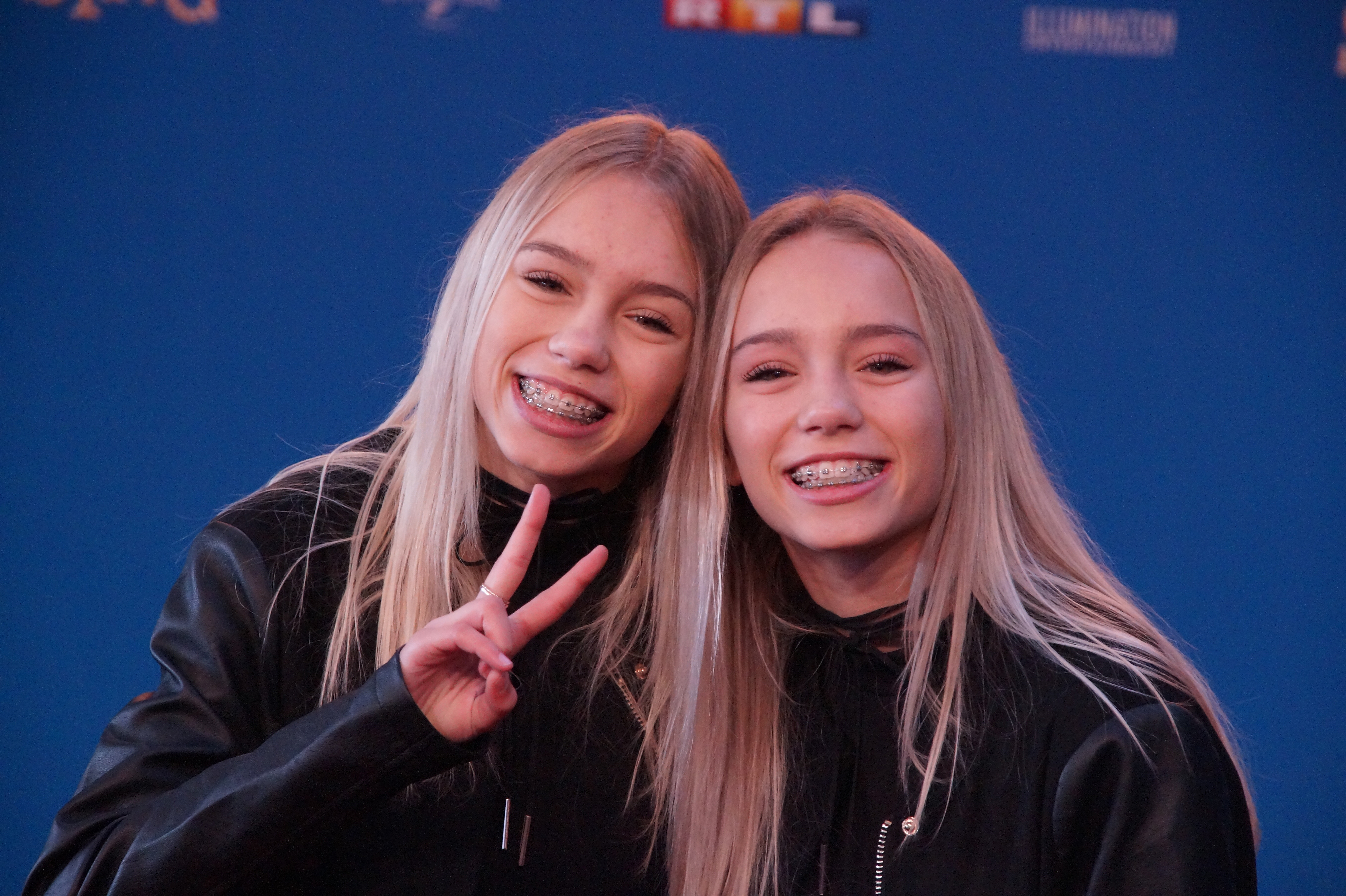
Lisa (r.) und Lena (2016)

Die Zwillinge Lisa und Lena Mantler (* 17. Juni 2002 in Stuttgart) sind deutsche Webvideoproduzentinnen und Influencerinnen. Sie zählen zu den erfolgreichsten Nutzern der Plattform TikTok (ehem. Musical.ly) und veröffentlichen ihre Videos auch auf der Social-Media-Plattform Instagram.

## Leben und Karriere
Die Zwillinge Lisa und Lena wurden im Alter von sechs Monaten von ihren jetzigen Eltern adoptiert. Sie begannen im Juni 2015 mit dem Teilen von Videos auf Musical.ly (jetzt TikTok). Bis Anfang 2016 hatten sie 10.000 Follower auf der Plattform. Seit Anfang 2016 verdoppelte sich bis September 2016 jeden zweiten Monat die Anzahl auf Musical.ly und Instagram.
Im Folgenden konnten sie auf Instagram zeitweise täglich 30.000 neue Abonnenten verzeichnen. Dadurch, dass sie für ihre Lipsyncvideos vor allem englischsprachige Lieder verwenden, sind sie auch in Ländern außerhalb Deutschlands bekannt. Anfang Juni 2016 gaben die Schwestern das Ende der Kooperation mit ihrem bisherigen Sponsor Compose Clothing bekannt.
Im Sommer 2016 waren Lisa und Lena erstmals bei den Videodays in Köln. Im Sommer 2017 veröffentlichten sie ihre erste Single namens Not My Fault. Anfang Februar 2017 standen die Zwillinge auf Platz drei der meistabonnierten Instagram-Nutzer Deutschlands. Seit März 2017 haben sie über zehn Millionen Follower auf der Plattform. Im August 2021 hatten sie über 16,2 Millionen Abonnenten.
Im März 2019 gaben die beiden bekannt, dass sie sich wegen Sicherheitsbedenken von TikTok zurückziehen. Im April 2019 moderierten sie im Europa-Park in Rust die Nickelodeon Kids’ Choice Awards. Mitte Mai 2020 kehrten Lisa und Lena auf die Plattform TikTok zurück; ihr Account zählte im Juli 2022 mehr als 13,5 Millionen Follower.
Anfang August 2023 gaben Lisa und Lena in einem Video auf Instagram bekannt, dass sie in sozialen Netzwerken künftig getrennte Wege gehen werden, wobei der bis dahin gemeinsam geführte Kanal von Lena weitergeführt wird.
Lena Mantler übernahm im November 2023 die Backstage-Moderation der letzten Ausgabe von Wetten, dass..?.
Lisa Mantler ist seit dem 25. März 2023 verheiratet. Im November 2024 wurde das Paar Eltern eines Sohnes.
Die Schwestern erregten durch ihre zunehmend religiösen Äußerungen Aufmerksamkeit. Lisa Mantler wirbt dabei öffentlich für konservative Freikirchen.

## Diskografie
Singles
- 2017: Not My Fault

## Filmografie
- 2018: The Dome (als Moderatorinnen)
- 2019: Was wir wussten – Risiko Pille (ARD)
- 2022: TickTack – Zeitreise (ARD)
- 2022: TickTack – Tu was! (ARD)
- 2023: Get Up

## Auszeichnungen und Nominierungen
| Jahr | Auszeichnung              | Nominierungen             | Resultat  |
| ---- | ------------------------- | ------------------------- | --------- |
| 2016 | Bravo Otto                | Social Media Star         | Gewonnen  |
| 2017 | ShortyAwards              | Muser of the Year         | Gewonnen  |
| 2017 | Webvideopreis Deutschland | Person of the Year Female | Nominiert |
| 2017 | New Faces Award           | Influencer of the year    | Gewonnen  |